# ぼくらの勇気 未満都市
『ぼくらの勇気 未満都市』（ぼくらのゆうき みまんシティ）は、1997年10月18日から12月20日まで毎週土曜日21時 - 21時54分に、日本テレビ系の「土曜グランド劇場」枠で放送された日本のテレビドラマである。KinKi Kidsの堂本光一と堂本剛の共演作でもあった。また、嵐結成前の相葉雅紀と松本潤はこの作品が連続ドラマ初出演となった。
キャッチコピーは、
- 「ぜんぶ、なくなった。 みんな、きがついた。 やっと、きがついた。」（連続ドラマ）
- 「あれから20年。"再会の約束"が今、果たされる。」（スペシャル）

放送から約20年後の2017年7月21日に、KinKi Kidsデビュー20周年特別企画と題して続編の『ぼくらの勇気 未満都市2017』が同局系「金曜ロードSHOW!特別ドラマ企画」にてスペシャルドラマとして放送された。

## あらすじ
千葉県幕原市で大地震があったとのニュースが流れる。幕原市に引っ越していた友人・キイチを探しに旅立ったヤマトと、自称災害ボランティア志望のタケルは幕原地区に乗り込む。だが、地震というのは政府による情報操作で、実際には微生物「T幕原型」に汚染されてしまうというバイオハザードが発生、幕原市は大人が死に絶えた未成年だけの街になっており、感染拡大とパニックを防ぐためとして街全体が封鎖されていた。その後、ヤマトやタケルは、様々な問題や事件を乗り越えながら、大人の不在によって治安が悪化し暴力に支配された子供だけの街に秩序を築いていく。最終話で「20年後（2017年）、またこの場所で会おう」と言って別れたが、20年後となる2017年に再会することとなる。

## T幕原型
幕原市を汚染した微生物。アルファベットのTのような形をしている。皮膚接触によって感染し、手が冷たくなったり著しく衰弱したりする症状が現れ、成人の場合は早ければ数時間で死に至る。
未成年で感染した人間が成人となった場合も発症し死亡するが、その場合は手の冷たさなどの前兆が現れてから死亡するまで2日前後ほどの猶予がある。また、20歳は目安であり、微生物に対する抵抗性が失われる期間には多少の個人差がある。作中では19歳で死亡した者、20歳を越えてからしばらく生存する者もいた。
その正体は食料自給率の低い日本政府が研究していた微生物で、野菜などの成長を通常の何倍も早める特性を持つ。ただし人間に対しても細胞の成長（＝老化）を一気に促進し死に至らしめるため、政府は研究を大気圏外の人工衛星で行っていたが、その人工衛星が隕石との接触によって幕原に落下したことで今回の事件が起こった。
そのため、政府は世間には幕原市で直下型の大地震が起きたという説明を行って街を封鎖し、同時に幕原市内の住民に対しては「T幕原型は落下した隕石に付着していた新種の微生物である」という説明を行うという2重の隠蔽を行っていた。
有効な治療法は確立されないままだったが、終盤で柴崎が死を覚悟で幕原に立ち入った際に一向に死亡しなかったことから調査を行った結果、微生物が死滅していたことが判明。季節が冬となり急激な冷え込みにより死滅したと考えられたが、寒さへの耐久実験はとっくに行われていたため、微生物は突然変異を繰り返していて寒さに対して耐性がない状態に変化していたためだろうと推測された。微生物の死滅後、幕原地区は解放され生還者は328名だった。
スペシャル版では微生物が地下で復活していたことが発覚しており、未だに有効な対策が無いままだったが、エピローグにて図書館の建設が凍結されたあとにようやく海外の研究者の手でワクチンが開発されたと説明された。

## 幕原地区
千葉県に存在する臨海地区。隕石落下以前はスーパーマーケットや民家が立ち並ぶ、近代的な住宅地だった。周囲を16キロメートルの巨大な壁に囲まれ、入口のゲートは銃を携えた自衛隊員により厳重に警備されている。食事は1日1回ヘリコプターで届けられるが、十分な量ではないため、日々食料の奪い合いが起こっている。電気や水道も止められており、大半の子供たちはいくつかの集団に分かれて学校や廃屋に住み着いている。幕原地区内の子供たちから本地区は「未満都市（みまんシティ）」と呼ばれ（国ではないが）国旗が作られる。国旗には成人年齢”未満”である「<20」が描かれている。
20年後には再開発事業が進んでおり、人工衛星落下跡地には記念図書館が建設中であった。バスジャック騒ぎによって図書館建設は凍結となり、図書館跡地には亡くなった人たちを追悼するモニュメントが建てられることになった。

## キャスト

### 主要人物
（）内のフルネームは2017年版スペシャルドラマに於いて設定されたもの。年齢は特記のない限り1997年版時点の年齢（1997年版公式ホームページでの年齢の記載に準じている）。
ヤマト（新藤 大和）
演 - 堂本光一（KinKi Kids）
本作品の主人公。18歳。名古屋の進学校に通う高校生。両親は名古屋で小さなスーパーマーケットを営んでいる。幕原にいた友人キイチの身を心配して1人で幕原へ向かう。その途中でタケルと出会い、国にかかわるトラブルに巻き込まれていく。サバアレルギーでサバが食べられなかったり、タケルの沸かしたドラム缶風呂を一番風呂で奪うだけでなくシャンプーがないとゴネたりとワガママな面もあるが、非常に正義感は強く、友人のために命懸けで幕原地区外へ脱出し薬を調達したり、ケガ人を見捨てておけなかったりする性格。優しい反面無鉄砲とも言える行動から当初はユーリたちと対立する。しかしその性格が「奪うか奪われるか」がルールだった幕原を大きく変えていき、徐々に信頼されるリーダーとなっていく。
物語終盤でT幕原型の弱点が判明したことで幕原市の封鎖が解かれ、生き残った仲間たちと共に自由の身となるが、T幕原型が人間の手で作り出されたという真相を知り、仲間を率いて真実を隠蔽する政府に対し激闘を繰り広げた。
また、彼はユーリが拾った隕石落下地点の近くで政府にとって最も不利な証拠になりうる人工衛星の破片をモリを通して預かっており、それは政府との最終決戦で降伏する際に分割して友情と20年後に再会する約束の証として仲間たちと分け合った。
その後数年間は政府へのリベンジに燃えていたが、次第に幕原での日々は思い出へと変わっていき、幕原の生き残りに対する風評被害からスズコを守るために、彼女とは疎遠となってしまう。
当時は苦手だったサバアレルギーも克服して痛風予防のために食べるようになり、ネットゲームにハマる生徒（高木）が理解出来ないなど寄る年波をタケルと感じている。タケルの勧めによって高木がプレイしているゲームを始め、ゲーム内で無事に高木との接触を果たす。ゲーム上のアバターはハゲで白衣を着た男性で、アバター名は「ハゲ博士」。T幕原型を解明するために細菌学者となるため、某私立大学の理工学部へと入学するが、2年もの浪人生活を送っていたため、就職には失敗し、唯一受かっていた教職免許で、教職となる。そして、20年後は教職としては3校目の墨田区立東駒形中学校の理科教師として生徒の偏差値をひとつでも上げようとするどこか機械的な教師として淡々と生活している。20年後の再会の約束に参加し、財布を無くしたというアキラに1万円を貸した。自宅で苔を飼っており、そのため記念図書館の地下に侵入した際に集積されていた物の中身が凍った藻だとすぐに気付いた。
大人になってT幕原型への耐性を失い、社会的立場など様々なしがらみを抱えた現在ではかつてのように政府に立ち向かうことができないと理解しながらも、幕原市民をT幕原型の脅威から守るために足掻き、政府の隠蔽を暴くのではなく、取引によって図書館建設の凍結を実現する。
タケル（滝川 尊）
演 - 堂本剛（KinKi Kids）
もう一人の主人公で法学部志望の18歳。主に関西弁で喋る（この設定は演者の堂本剛のアイデアによるもの）。表向きはボランティア目的で幕原に来たが、実は幕原に住んでいた姉を探しに来ていた（なお、姉は封鎖の際に東京に行っていたため無事であったことが終盤に判明している）。ムードメーカーで、怒る仲間を宥めたり様々な作戦を練ったりする飄々とした性格だが、隕石落下の真相を知った際には激昂した。とあるアクシデントからユーリを女として意識してしまい、彼女の気持ちを知りながらも密かに恋心を抱く。第6章でT幕原型による死期が迫ったレイジという青年と出会い、彼のギターと歌（挿入歌「風のない街」）を受け継いだ。政府との決戦時には参謀役としてヤマトをサポートした。
その後は心の傷を抱えながら実家のある大阪で生活。もともとの夢であった弁護士になるため、某国立大の法学部に1998年の春、現役で合格する。だが、ろくに勉強もせずに学生旅行に明け暮れる日々を送っていたため、15年後には親にも見放されて司法試験を2回落ちて浪人生活をしながらコンビニ店員として生活していた時、偶然から大金を拾う。浪人生活に魔が差した彼はその金で高級寿司店で飲食をしていたところ偶然現れたアキラと再会。一級建築士として立派に成長したアキラの眩しさに逃げ出すが、アキラに諭されて使った3万円を借りてカバンに戻し、警察に拾った金を届けた。それからさらに5年後、気持ちを改めたタケルはようやく弁護士となり滝川法律事務所を構えた。主に不倫や浮気を専門としており、どうして勝てるのかというような負けが決まったような不利な弁護でもその話術で勝ち取っているらしい。20年後の再会の約束に参加し、5年前に借りた3万円をアキラに返した。
ヤマトと同じく寄る年波を感じているが、生徒の言動を理解出来ないヤマトにやったこともないのに非難するのはいかがなものかとアドバイスし、アバターを作るなどヤマトにゲームを勧めた。
ユーリ
演 - 宝生舞
本作品のヒロイン。死亡した警官から奪う形で拳銃を所持しており、周囲に恐れられている。一人称は「俺」で、周囲に舐められないように男装している。ぶっきらぼうな性格。だが根は優しく、拳銃で脅し食料を掻き集める行為も、食料を確保できない小さな子供たちのために行っていた。当初はヤマトたちと対立していたが、様々な事件を経て強い信頼関係で結ばれていく。暴力から自分を庇ったヤマトに惹かれていくが、タケルの好意には終盤まで気づかなかった。柴崎に対し特に強い不信感を持つ。
実は柴崎の娘で、本名はユリ。母が射殺される遠因となった父を恨んでいた。しかし第8章でT幕原型により発症、死の直前に柴崎と和解し、仲間たちに囲まれながら笑顔で息を引き取った。享年20。ユーリの墓にはタケルが持ってきたクリスマスツリーが飾られた。20年後、かつてユーリの墓があったと思しき場所には公衆電話ボックスが建てられいた。
キイチ（原 貴一→岡本 貴一）
演 - 小原裕貴（ジャニーズJr.）
ヤマトの親友。18歳。当初は周囲の少年たち同様心が荒んでおり、困窮した生活からヤマトの荷物から食料を盗み喧嘩になるが、ヤマトの優しさに触れ友情を取り戻していく。リュウに右脚を刺され衰弱した際にはヤマトの元を離れようとしたが、心の底ではヤマトを信じていた。幕原解放後は老夫婦に養子として引き取られる。
20年後には結婚して家庭を持ち、高速バスの運転手をしている。再会の約束は覚えていたが、急な仕事の都合と息子が熱を出したため来れなかったとヤマトに詫びている。アキラに5000円を貸したが連絡が取れないことを心配してヤマトに久しぶりに連絡してきたところアキラの近況を知った。3人の子持ちのため、小遣いは1万円しかないと電話で嘆いている。ヤマトたちからT幕原型の復活を知らされ図書館への同行を申し出るが、家庭を慮ったヤマトたちに説得され、バスジャックの被害に遭った運転手を装って彼らに協力する。
マコト
演 - 穴沢真啓（ジャニーズJr.）
16歳。人工衛星の破片を受け取り、20年後の再会を約束した際にその場にいた1人であったが、20年後の再会には不参加で一切言及されていない。
アキラ（岩永 彰）
演 - 相葉雅紀（ジャニーズJr.）
15歳。常にマコトと一緒に行動する。当初はリュウのグループの一員で、ヤマトを恐喝するなどしていたが、次第に嫌気が差しヤマトたちの元へ舞い込んでくる。政府との決戦時にも最後までヤマト一行と行動を共にした。
その後、アキラは一級建築士の資格を取り、15年後には幕原の人工衛星落下跡地に復興のシンボルとして自身の設計した記念図書館を建築する予定で、訪れた高級寿司店で偶然タケルと再会。拾った金を使ってしまったタケルを諭して3万円を貸して警察に届けさせた。直後に建設中の図書館で古いガス管による爆発事故が起こったと連絡があり、現場に急行するが爆発事故ではなくT幕原型が復活したことで作業員が15名死亡したことにいち早く気付いたため、図書館の建設中止を進言したが口封じを図った政府によって追い詰められ、職と家を失う。20年後の約束の日に再会したヤマトたちにはそれを隠しつつも、仲間に金を無心し宿を転々とする荒んだ生活を送っていた。
図書館の地下室に湧き出た汚染された地下水の入った水筒をヤマトたちから託され、それを手に復興本部に乗り込み、拒めば自分諸共T幕原型に感染させることをちらつかせて図書館建設の凍結を要求する。図書館建設凍結後は元の職場に復帰し、以前のように働いている。
モリ（江口 杜生）
演 - 松本潤（ジャニーズJr.）
ユーリと行動を共にする10歳の少年で、結果として彼女とヤマトたちが和解するきっかけとなる。心優しいが気が弱く、いじめの対象になることも。幕原の少年たちの中でもいち早くヤマトたちに懐き、行動を共にし、逞しく成長していく。幕原市外に姉（演：三浦早苗）がおり、彼女が飼っていたリキという犬を連れている。幕原地区を「未満都市」と呼ぶことを提案した 。隕石落下地点の近くで真相解明の鍵となる謎の花と、「何か」の破片を発見する。政府との決戦時にはそれまでと打って変わって強気な言動を見せた。
その後、幕原を出た後は周囲からの好奇の目に晒されて再びいじめの対象となってしまい辛い日々を送っていた。20年後の現在はイタリアのレストランで修業を積み、愛犬だったリキの名前を取って「トラットリアRIKI（リキ）」という店名のレストランを経営している。だが、当時の辛い思い出と風評被害のダメージが大きい飲食店経営という立場からヤマトたち当時の仲間とは距離を取っており、アキラからの金の無心も冷たく断っている。また、再会の約束にも参加しなかった。
しかし、皆に対する気持ちを完全には棄てきれずにいた彼は当時の幕原で作った未満都市の国旗を今でも大事に持っていた。ヤマトたちに話を聞いた彼は再び彼らと合流することを決意し、国旗を持って合流した。
汚染された地下水を手に入れるためにバスジャック騒ぎを起こしたヤマトたちを救うため、アキラの後を追って復興本部を訪れ、20年前の政府の隠蔽を暴く切り札である人工衛星の破片のうち4つと引き換えに彼らの無罪放免を勝ち取る。
スズコ（松元 鈴子）
演 - 矢田亜希子
ヤマトの恋人。18歳。幕原の外からヤマトの身を案じていたがヤマトが生きていると確信し、単身幕原へ飛び込んできた。当初は外の話やユーリに対し嫉妬していたが、少しずつ溶け込んでいく。
幕原の生き残りに対する風評被害の影響を懸念したヤマトに距離を置かれたため、20年後には別の男性と結婚して幕原で家庭を持っていたが、夫が建設中の図書館の地下で起こった爆発事故（実際にはT幕原型の感染）で死亡したため、女手一つで5歳の息子の恵太を育てている。国からは2億円という莫大な示談金を受け取ったが、夫の死因が爆発事故ではないことに薄々気付きながらも何も出来ないことへのせめてもの抵抗と、自分のもしものことがあれば一人になってしまう息子のために一切手を付けておらず、アキラの金の無心も生活がギリギリであるために断っている。
リュウ
演 - 徳山秀典
不良少年グループのリーダー。いじめや脅しを繰り返し、巨大なグループを作り上げた。ヤマトと幕原のリーダーの座を巡って対立。平気で暴力も行い、キイチをナイフで傷つけたこともあった。第6章でヤマトと選挙で対立するも、 リュウ：33票、ヤマト：237票で惨敗する。その後、次第にヤマトを認め始めていき、幕原での電波ジャックを行ったころからヤマトたちに力を貸していく。幕原解放後に行き場のないマコトとアキラに親戚の工場を紹介するなど優しさを見せ始め、政府との決戦前夜でのやり取りでヤマトたちと完全に和解して政府との決戦に協力した。

### 幕原地区対策本部
柴崎
演 - 白竜
幕原地区対策本部長。45歳。冷淡な態度から常々少年たちから反感を買っているが、次第にヤマトの申し入れに応え独断で食糧を供給するなど、理解を示すようになる。
実はユーリの父親で、幕原を封鎖した際に幕原を脱出しようとした妻を自衛隊の射撃により亡くしている。本部長を解任された後にユーリと再会し、彼女と共に死ぬことを決意した彼は自らユーリを抱きしめてT幕原型に感染。その後ユーリの死を看取り、死を待つ彼はヤマトたちに幕原の真実を伝えようとしたが、その直前、感染して時間が経つにもかかわらず生きている彼を不信に思った森岡が彼を調べるために特殊部隊に背後から狙撃・拉致されてしまう。柴崎の体内の微生物を調査した結果、微生物が死滅していたことが判明した。
その後、調査と拉致時に負った傷の治療のために入院。病院に現れたヤマトたちに改めて幕原の真実を伝えた。
次官
演 - 加納典明
森岡
演 - 石丸謙二郎
柴崎の後任の対策本部長。幕原の少年たちとは全く話し合おうとせず、一時は食料供給を停止させて完全に見捨てようとするなど上からの命令優先かつ冷酷非道な人物。感染した柴崎が死亡しないことに疑念を持ち、柴崎を拉致させて調べさせ、ウイルスの死滅とその理由を聞くと、本当の理由を隠して政府の手柄にしようと目論む。態度を一転させて微生物を根絶させる治療法を発見したと発表。世間にも宇宙からの隕石に付着した微生物により未成年だけが生き残っていたが手厚く地区内で隔離保護していて治療法が判明して安全が確保されたためとして政府に都合の悪い真実は全て隠した上で公表した。方針決定後にヤマトに接触して毛髪を確保して微生物の死滅を確認すると嘘の治療パフォーマンス（実際には何の効果も無い無害なレーザーを全身に当てる）を行い、ヤマトの手に触れて微生物根絶をアピールした。その後、ヤマトたちが政府に対し宣戦布告をした際には徹底抗戦を宣告した。突入間近でヤマトたちが20年後の約束をしてここで死ぬのではなく生き残ってあんな大人にはならないと決意して投降した際には、満足げな表情であんたのような大人にはならないと言われながらクラキバの花束を次々と押し付けられ、理解できずに困惑の表情を浮かべていた。

### 幕原復興本部
左山
演 - 向井理（スペシャル）
本部長付。長沼の片腕。37歳。幕原の復興に掛ける想いは非常に強く、多額の補助金を使用した復興事業が頓挫する事態を防ぐため、事故のあった図書館建設を中止せずに強行した。侵入してきたヤマトたちに対しても強行手段を取り、射殺命令を下す。
実は、人工衛星落下当日に家族で外出していたために感染・封鎖を免れた元幕原市民であり、復興に固執するのもそのためであった。復興本部に乗り込んできたアキラとモリがヤマトたち同様に幕原の当事者であることを知り、彼らとの取引を承諾し図書館建設を凍結しヤマトたちを不問にした。
真壁
演 - 山内圭哉（スペシャル）
エージェント。左山の実行部隊。スキンヘッドで長いアゴ髭が特徴の男で、某建築会社に勤務している。ヤマトたちを妨害するために付け回し、5年前のタケルが拾った金を横領したことをちらつかせて弁護士資格の剥奪すると脅しをかける。
長沼
演 - 山口馬木也（スペシャル）
幕原復興本部長。少々左山の意見に押されぎみな人物。
右巻
演 - 飯田基祐（スペシャル）
本部長付。図書館建設の中止を進言するが左山に反対される。

### その他
優奈
演 - 早見あかり（スペシャル）
滝川法律事務所のアルバイト事務員で非常に明るい性格。タケルの過去はあまり知らないため、ちょくちょく詮索をいれてくる。タケルに密かに想いを寄せている。実家は「39仏壇」という仏壇屋。
高木
演 - 道枝駿佑（関西ジャニーズJr.）（スペシャル）
墨田区立東駒形中学3年E組の生徒でネットゲームに熱中する少年。14歳。ネット上にこそ現実があるとしており、本人曰くアフィリエイトでの収入でヤマトより稼いでいるために実生活での高校受験という現実とは向き合おうとせず、3年からは不登校となっている。ネットゲーム内でのアバター名は「スワン」。
T幕原型の存在や、ヤマトが死を覚悟で図書館の地下に乗り込もうとしていることを知り、未成年のネット仲間を集めてヤマトたちの後を追い、代わりに汚染された水の採取を行った。
風間
演 - 千葉雄大（スペシャル）
一級建築士。アキラの後輩で、会社を訪れたヤマトに密かにアキラが辞めた本当の経緯を教えた。

### ゲスト
- 息子を探す父親 - 加藤善博
幕原に取り残された息子を探して自衛隊の装備で幕原への潜入を試みていた男性。最後は強行突破で幕原へ潜入した。ヤマトとタケルは彼が幕原へ入れる関係者だと思ってこっそり荷台に乗り込んでいたため、幕原潜入後に彼に発見されて地震という表向きの発表は嘘だったと教えられるが、彼自身も微生物のことは知らない様子だった。無事に息子と再会を果たす。死んでしまうという息子の忠告を聞かずに息子に接触したことで微生物に感染、その日の夜には死亡した。
- カオル - 田中丈資
リュウのグループの一員で、いじめを受けていた少年。救援物資の投下地点に立たせられ、逃げ出すかどうかの賭けの対象にさせられていた。ヤマトによって一旦助けられるも、リュウの側に戻る。その後、リュウからモリを刺すように命じられたが、「いじめるのもいじめられるのももう嫌だ」と言って自分を刺し、死亡した。
- ナイキ - 荒井賢太
- タカコ - 馬場喬子
- レイジ - 森省二
ギタリストを目指していた売れないミュージシャンの少年。ヤマトたちが出会った時点で既に20歳を越えて手が冷たくなる症状が出ていた。タケルと交流を持ち、彼に自作の曲（挿入歌「風のない街」）を教えた。徐々に衰弱していき、タケルがギターでその曲を演奏して歌っている最中に息を引き取った。
- 柴崎の部下A - 市川勉
- 感染した自衛隊員 - 野添義弘
幕原地区に侵入した際に一人の少年にガスマスクを取られ、直接肌に触られたことでT幕原型ウイルスに感染。即座に置き去りにされ、その日の夜に死亡する。ちなみに、その隊員が着ていた服はヤマトがキイチのための薬の確保のために幕原を脱出する際のカモフラージュとして、その隊員の成りすましに利用された。
- 薬局の店主 - 徳井優
負傷したキイチを助けるために幕原地区を脱出したヤマトが訪れた薬局の店主。既に手配が回っていたらしく通報しようとしたが、ヤマトにナイフで脅されて薬と包帯を売った。この際もヤマトは彼に接触しないよう細心の注意を払っていたので微生物には感染しなかった。
- 警官 - 高松英郎
- 柴崎の同僚 - 光石研
- ユーリの母 - 根岸季衣
人工衛星が落ちてきた際にユーリと一緒に逃げようとしたが、検問を突破しようとした際にユーリを庇い、自衛隊員に撃たれて死亡する。この際には柴崎も現場に来ていて人込みの中に2人を発見しており、ユーリもまた父親に気づいており、柴崎は隊員に撃つなと命じたが間に合わなかった。これがユーリが柴崎を恨む原因となった。
- 政府の職員 - ふせえり
幕原から子供たちを退去させたり、身寄りのない子供たちの里親を紹介したりするために派遣された女性。感情がまったく表情に出ない。
- 三上 - 永澤俊矢
フリーの雑誌記者。幕原での真相を掴もうとしてヤマトたちに近づき、行方のわからなかった柴崎の居どころを突き止め、ヤマトたちと共に幕原の真実を聞く（柴崎が入院している病室にヤマトとタケルが入り、三上は室外で開いたドアの間から中の会話を盗み聞くような形だった）。真実を世間に暴露するためにヤマトたちからクラキバを受けとるが、直後に現れた森岡にクラキバを売り付けようとヤマトたちを裏切る。しかしクラキバを回収した森岡に裏切られてあっさり放り出された。
- テレビ局のプロデューサー - 彦摩呂
タケルとモリが真実を公表しようとして相談に訪れるが、真実より幕原の中での出来事を面白おかしく報道しようとしたことで2人の怒りを買い、モリに飲み物を浴びせられる。
- 道徳教師 - 青木源太（スペシャル）
ヤマトの同僚。
- 薔薇太陽 - 富田望生
- 尾行者 - 中村祐志（スペシャル）
幕原復興本部エージェント。
- キャバ嬢 - 松本まりか（スペシャル）
- 浮気夫 - 上島竜兵（スペシャル）
- 鳥居 - 久世星佳（スペシャル）
- 男性キャスター - 小倉淳（スペシャル）
- 女性教師 - 朝倉えりか（スペシャル）
- 西口 - 麻倉じゅん（スペシャル）
特殊班の部下。
- 39 - 間中斗環（スペシャル）
高木のネットゲーム仲間。ネットゲーム内でのリーダーで、ゲーム初心者のヤマトの世話を焼き、自らのチームに加入させた。
- 少女 - 絢梨（スペシャル）
高木のネットゲーム仲間。
- 真壁の部下1 - 土師正貴（スペシャル）

## スタッフ

### 連続ドラマ
- 脚本 - 遠藤察男、小原信治
- 協力 - 永福一成、竹熊健太郎
- 主題歌 - KinKi Kids「愛されるより 愛したい」
- 劇中歌 -「風のない街」
- 音楽 - 曾田茂一 / 小林隆一、小林悦子
- 撮影 - 唐沢悟、市川正明、志村泰史、斑目重友、遠藤慎治
- V E - 吉岡辰沖、弓削聡
- 美術 - 大竹潤一郎
- 音楽プロデュース - 志田博英、浦田東公
- 選曲 - 仲西匡
- 効果 - 小川広美
- タイトルデザイン - 加藤靖隆
- CG - 西村事務所
- ファイティングコーディネート - 佐々木修平
- タイトルバック - 二階健
- 技術協力 - NTV映像センター
- 演出助手 - 麻生学、山本英之、木村ひさし、永井英樹、本多繁勝、神徳幸治、須田忠輔、若松央樹、東康之
- アシスタントプロデューサー - 内山雅博
- チーフプロデューサー - 小杉善信
- プロデューサー - 櫨山裕子
- 演出 - 堤幸彦、池田健司
- 制作協力 - オフィスクレッシェンド
- 製作著作 - 日本テレビ

### スペシャル
- 脚本 - 二木結希、小原信治
- 主題歌 - KinKi Kids「愛されるより 愛したい」
- 挿入歌 - 滝川タケル「風のない街」
- 音楽 - 曾田茂一
- 音楽プロデュース - 茂木英興
- サウンドデザイン - 石井和之
- Special Thanks - 志田博英
- 撮影 - 斑目重友、宮澤一央
- V E - 吉岡辰沖
- 美術 - 大竹潤一郎
- 助監督 - 稲留武
- アクション監督 - 青木哲也
- カースタント - スーパードライバーズ
- 法律監修 - 石井宏之、島村海利
- 科学監修 - 岩尾徹
- ドローン撮影 - 東通クリエイティブ・ビジョン
- VFX・CG - Spade&Co.（スペード・アンド・カンパニー）
- 映像協力 - アソビモ（アヴァベルオンライン）
- 技術協力 - NiTRo、池田屋、タムコ
- 照明協力 - 阿呍
- 美術協力 - 日テレアート
- チーフプロデューサー - 西憲彦
- プロデューサー - 櫨山裕子、荻野哲弘、楠千亜紀
- 企画協力 - 山口雅俊
- 演出 - 堤幸彦
- 制作協力 - オフィスクレッシェンド
- 製作著作 - 日本テレビ

## 放送日程

### 連続ドラマ
| 章                                                                           | 放送日         | サブタイトル | 脚本     | 演出     | 視聴率 |
| ---------------------------------------------------------------------------- | -------------- | ------------ | -------- | -------- | ------ |
| 第1章                                                                        | 1997年10月18日 | 大地震       | 遠藤察男 | 堤幸彦   | 18.4%  |
| 第2章                                                                        | 10月25日       | 再会         | 遠藤察男 | 堤幸彦   | 17.0%  |
| 第3章                                                                        | 11月01日       | 脱出         | 遠藤察男 | 堤幸彦   | 15.6%  |
| 第4章                                                                        | 11月08日       | 守る決意     | 小原信治 | 堤幸彦   | 14.8%  |
| 第5章                                                                        | 11月15日       | ヤマト 外へ  | 遠藤察男 | 池田健司 | 17.6%  |
| 第6章                                                                        | 11月22日       | 生きる証     | 遠藤察男 | 堤幸彦   | 16.6%  |
| 第7章                                                                        | 11月29日       | 臨時政府     | 遠藤察男 | 堤幸彦   | 16.8%  |
| 第8章                                                                        | 12月06日       | ユーリの死   | 小原信治 | 池田健司 | 16.2%  |
| 第9章                                                                        | 12月13日       | 解放         | 小原信治 | 堤幸彦   | 18.1%  |
| 最終章                                                                       | 12月20日       | 最後の勇気   | 遠藤察男 | 堤幸彦   | 17.4%  |
| 平均視聴率 16.8%（視聴率はビデオリサーチ調べ、関東地区・世帯・リアルタイム） |                |              |          |          |        |

### スペシャル
| 放送日        | サブタイトル | 脚本              | 演出   | 視聴率 |
| ------------- | --- | ----------------- | ------ | ------ |
| 2017年7月21日 | あの伝説のドラマが20年ぶり奇跡の復活！ あの頃の熱い友情が再集結… 大人になった彼らが7万人の命を救う ドンデン返し連続の総力戦!! | 二木結希 小原信治 | 堤幸彦 | 10.0%  |

## 受賞歴
- 連続ドラマ（1997年）
  - 第15回ザテレビジョンドラマアカデミー賞 撮影賞

## 関連商品

### VHS
バップから、VHSが全5巻、またVHSのレンタル版がリリースされている。しかし当時、少年凶悪事件などが多発し社会問題になっていたため世論に配慮して発売を自粛、VHSの発売は翌年となり、レンタル開始も放送が終了してから約1年後だった。

### DVD・Blu-ray
2017年7月19日にDVD-BOX、Blu-ray BOXがバップから発売。

### 動画配信
2017年7月21日に『ぼくらの勇気 未満都市2017』が放送されるのに先立ち、有料動画配信サービスのHuluにて同年7月1日から1997年版の作品の配信を開始、第1話から順次配信している。

### 書籍
- ぼくらの勇気 未満都市ノベライズ ： 紫苑薫  ISBN 978-4820396802

## 備考
- 1997年の放送当時、漫画『チャイルド★プラネット』との類似性を指摘されており、作者である竹熊健太郎と永福一成の名が途中から「協力」として製作者一覧に追加された。竹熊は2017年のスペシャル版放送時にこの件に触れ、「竹熊さんの原作に似ていますが盗作ではありません」「謝礼金は支払う、しかし盗作ではないので原作者のクレジットはできない」と言う制作者側に対し、「『金は要らんから名前出せ』と言ったら名前だけ出て原作料貰えなかった」と当時の経緯を説明している[11]。
- エキストラ出演した子役の中には、後に吉本興業所属のお笑い芸人となる金ちゃん（鬼越トマホーク）などがいた[12]。
- 最終章で再会する約束の証として人工衛星の破片は7つに分割され、ヤマト、タケル、ユーリ（死亡しているのでヤマトが所持）、キイチ、マコト、アキラ、モリに渡された。